# NGC 2769
NGC 2769 ist eine Spiralgalaxie mit aktivem Galaxienkern vom Hubble-Typ Sa im Sternbild Großer Bär am Nordsternhimmel. Sie ist schätzungsweise 217 Millionen Lichtjahre von der Milchstraße entfernt und hat einen Durchmesser von etwa 115.000 Lj. 

Im selben Himmelsareal befinden sich u. a. die Galaxien NGC 2740, NGC 2762, NGC 2767, NGC 2771.
Das Objekt wurde am 8. März 1831 von dem britischen Astronomen John Herschel entdeckt.